# بن علی بخوش
بن علی بخوش (انگلیسی: Ben Ali Beghouach؛ زادهٔ ۵ فوریهٔ ۱۹۶۷) بازیکن هندبال اهل الجزایر بود.